# Arishadvargas
Arishadvargas est un terme de l'hindouisme qui désigne les six passions; elles sont des ennemis spirituels pour atteindre l'éveil :[citation nécessaire]
1. kama: le désir,
2. krodha: la colère,
3. lobha: la cupidité,
4. moha: l'attachement émotionnel ou la tentation illusoire,
5. mada (ou ahamkara): la fierté, l'orgueil,
6. matsarya: la jalousie.

Dans son concept arishadvarga est proche des souillures dénommées klesha.[citation nécessaire]